# 그레이스 커뮤니티 교회
그레이스 커뮤니티 교회 (Grace Community Church)는 1956년에 설립되어 캘리포니아 로스 앤젤레스의 샌퍼넌도밸리 (San Fernando Valley) 근처에 위치한 선 밸리 (Sun Valley)에 있으며 초교파 복음주의 교회이다. 유명한 라디오 방송의 복음사역자인 존 F. 맥아더가 담임 목사이다. 2008년 현재 주당 평균 참석률은 8,258 명이다.

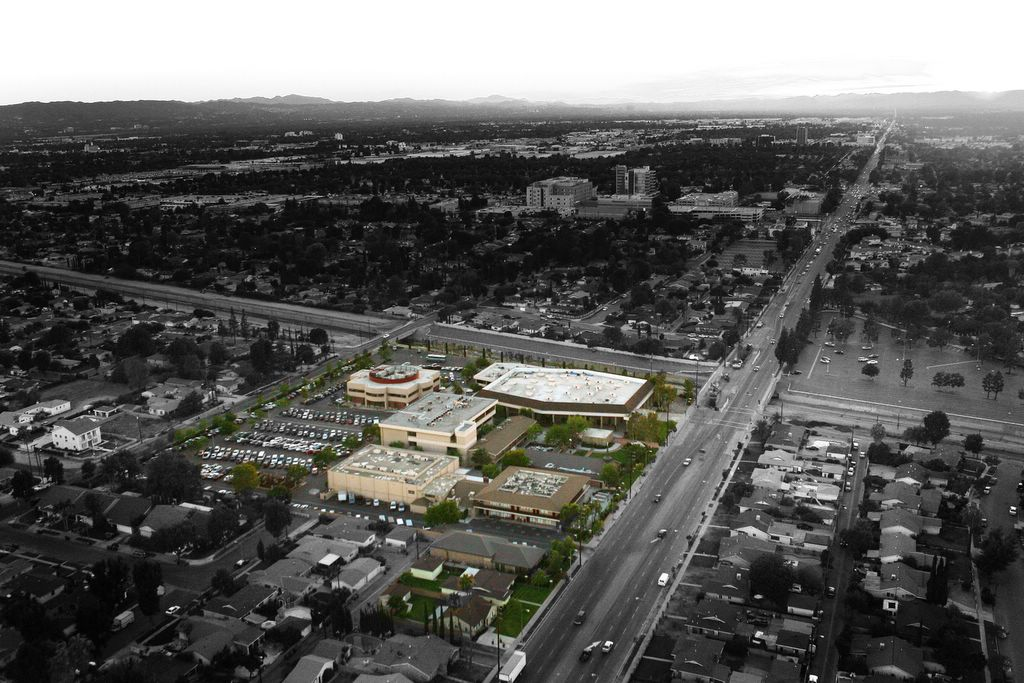
그레이스 커뮤니티 교회 조감도

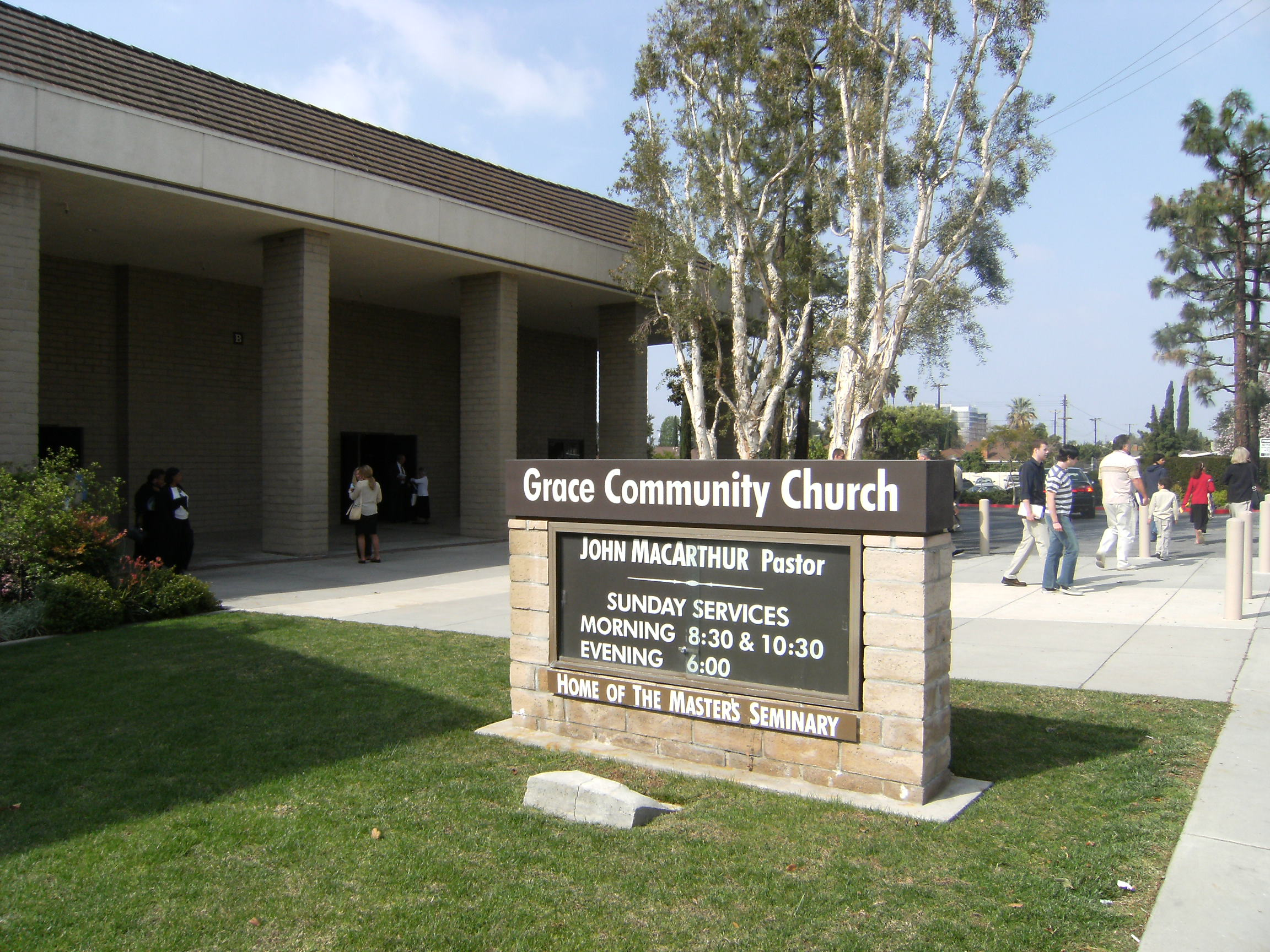
그레이스 커뮤니티 교회 건물

## 같이 보기
- 마스터스 대학교